# Brooke Tessmacher
Pour les articles homonymes, voir Brooke Adams et Adams.
Brooke Adams (née le 4 décembre 1984 à Saint-Louis, Missouri), plus connue sous le nom de Miss Tessmacher ou Brooke Tessmacher, est une catcheuse et mannequin américaine, ayant travaillé à la World Wrestling Entertainment (pendant une courte période) et connue pour ayant travaillée à la Total Nonstop Action Wrestling.

## Carrière

### World Wrestling Entertainment (2006-2007)
À l'été 2006, elle participe à WWE Diva Search, une émission de la World Wrestling Entertainment (WWE) qui promet à la gagnante un contrat de 250 000 dollars, elle se fait éliminer avant le Top 8. La WWE lui propose un contrat et l'envoie en Géorgie à la Deep South Wrestling pour apprendre le catch. 
Elle y fait son premier match au cours de l'enregistrement de l'émission du 21 janvier 2007 où elle perd face à Angel Williams.

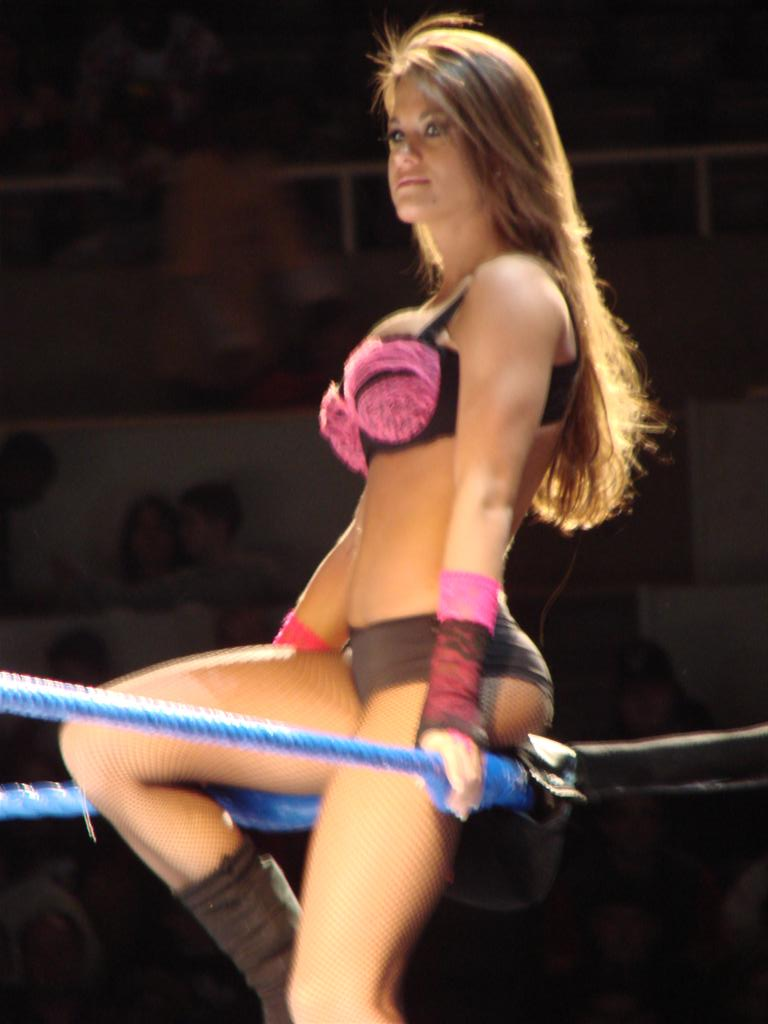
Brooke en 2007

### Total Nonstop Action Wrestling (2010-2015)

#### Assistance d'Eric Bischoff (2010)

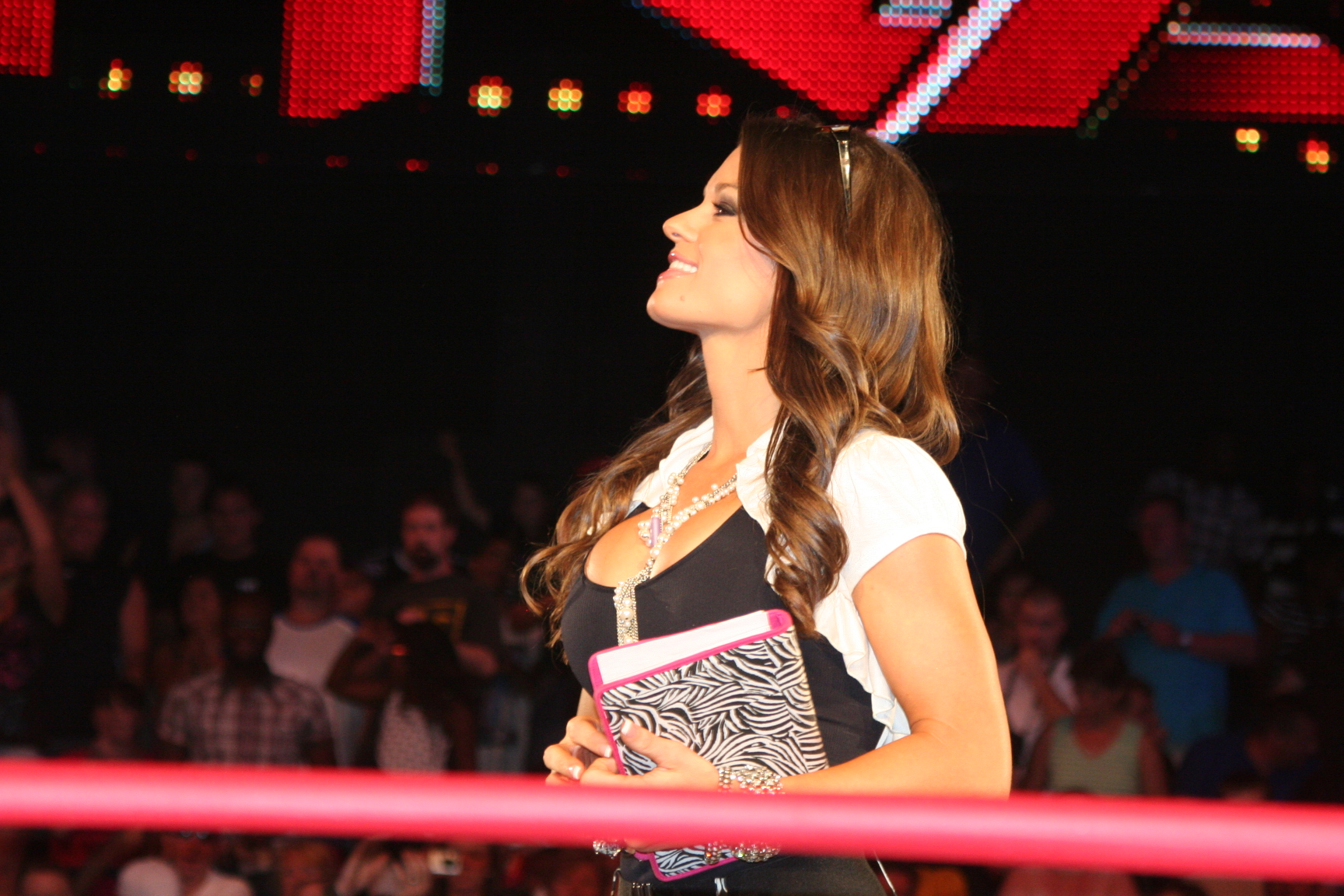
Brooke à la TNA

Elle fait ses débuts à la Total Nonstop Action début 2010 en tant que secrétaire d'Eric Bischoff. Le 30 septembre 2010 à TNA Impact!, elle est mise nommée responsable de la division TNA Knockout en tant que directrice générale.
L'épisode après Bound for Glory, Eric Bischoff qui a fait un heel turn décide qu'il n'a plus besoin d'elle, et si elle veut garder un emploi à la TNA, Tessmacher n'a qu'à devenir une catcheuse.

#### TNA Knockout Tag Team Championne et perte des titres (2011-2012)
Le 21 juillet lors d'Impact Wresting, elle devient nouvelle Championne par équipe des Knockout de la TNA avec Tara, en battant Mexican America. Lors de Hardcore Justice, elle et Tara battent Sarita et Rosita et conservent leurs titres. Lors de Sacrifice, elle perd contre Gail Kim et ne remporte pas le Titre des Knockouts.

#### TNA Women's Knockout Championn et perte du titre (2012-2013)
Lors du Pay Per View des 10 ans de la TNA à l'occasion de Slammiversary X, elle bat Gail Kim et remporte le Championnat des Knockout pour la première fois de sa carrière. Lors du PPV Hardcore Justice le 12 août 2012, Miss Tessmacher perd son titre contre Madison Rayne. Le 16 août 2012, Tessmacher bat Madison Rayne dans un match revenge pour le TNA Knockout Championship avec Tiffany comme arbitre spéciale. Lors de No Surrender, elle bat Tara et conserve son titre. Lors de Bound for Glory (2012), elle perd contre Tara et perd son titre.
Lors de Genesis (2013), elle perd contre Velvet Sky dans un Gauntlet Match qui comprenait également Gail Kim, Mickie James et ODB et ne devient pas challengeuse no 1 au TNA Women's Knockout Championship.

#### Heel Turn, Aces & Eights et Inactive (2013-2014)
Lors de Impact Wrestling du 22 août, Tessmacher rejoint les Aces & Eights en tant que petite amie de Bully Ray et effectue un Heel Turn pour la première fois à la TNA. Après le départ de Brooke Hogan de TNA, Adams peut de nouveau commencer à travailler sous le nom de ring de Brooke Tessmacher. Elle accompagne Bully Ray lors de tous ses matchs.
Lors de Bound for Glory, elle perd le match triple menace contre ODB et Gail Kim et ne devient donc pas championne des Knockout.

#### Retour, Face-Turn, Knockout Champion & Départ (2014-2015)
Elle fait son retour le 12 juin 2014 et fait un Face-Turn en défendant Bully Ray face à Ethan Carter III.
Le 15 juillet à Impact, Brooke bat Taryn Terrell et devient championne des Knockout pour la troisième fois de sa carrière. Lors de l'épisode du 16 septembre, Brooke perd son titre dans un fatal 4-way face à Lei'D Tapa, Awesome Kong et Gail Kim; c'est cette dernière qui remporte le match et la ceinture.
Le 15 novembre 2015, elle annonce son départ de la TNA.

#### Retour à la TNA (2017)
Lors de l'épisode d'Impact le 19 janvier 2017, Brooke effectue son retour et bat Deonna Purrazzo. Elle se fait attaquer par Sienna après le match.

## Vie privée
- Brooke a grandi avec sa sœur jumelle et sa mère à St-Louis, puis elle a déménagé à l'âge de 7 ans à Houston[réf. nécessaire].
- Elle a commencé sa carrière de mannequin dans plusieurs compagnies au Texas, comme Hawaiian Tropic & Vertical Smiles[réf. nécessaire].
- Elle a étudié au Spring High School[réf. nécessaire].
- Elle fut en couple avec le catcheur Robbie E mais ils se séparent en 2014. Elle est depuis en couple avec Weston Wayne, qu'elle rencontre cette même année. Ensemble, ils ont un fils nommé Jace né le 3 septembre 2016[6].

## Palmarès
- Total Nonstop Action Wrestling
  - 3 fois TNA Women's Knockout Championship
  - 1 fois TNA Knockout Tag Team Championship avec Tara

## Récompenses des magazines
- Pro Wrestling Illustrated

| Année | 2012 | 2013 | 2014        | 2015 |
| ----- | ---- | ---- | ----------- | ---- |
| Rang  | 7    | 19   | Non classée | 23   |